# 蓮花寺駅
蓮花寺駅（れんげじえき）は、三重県桑名市大字蓮花寺にある、三岐鉄道北勢線の駅である。駅番号はH04。

## 歴史

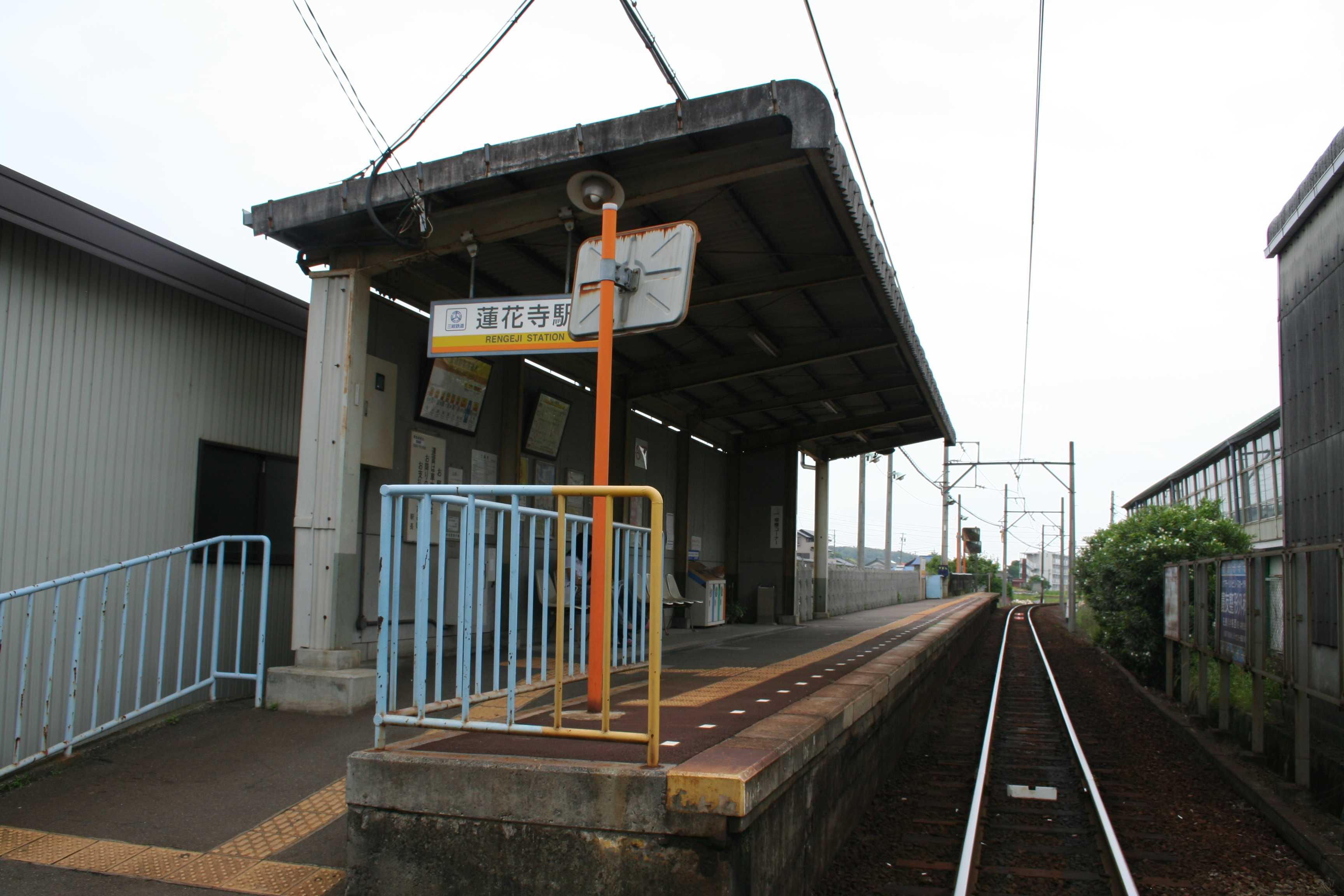
蓮花寺駅旧駅（駅移転前・自動出改札システム導入前の姿）

- 1914年（大正3年）4月5日：北勢鉄道の駅として開業。
- 1934年（昭和9年）6月27日：社名変更により北勢電気鉄道の駅となる。
- 1944年（昭和19年）2月11日：会社合併により、三重交通の駅となる。
- 1964年（昭和39年）2月1日：事業譲渡により三重電気鉄道の駅となる。
- 1965年（昭和40年）4月1日：近畿日本鉄道が三重電気鉄道を合併し近鉄の駅となる。
- 1977年（昭和52年）4月6日：ホームを阿下喜方に3.0 m延伸する（有効長：50.0 m→53.0 m）。
- 2003年（平成15年）4月1日：事業譲渡により、三岐鉄道の駅となる。
- 2007年（平成19年）10月30日：駅舎内に自動券売機・自動精算機・自動改札機（1通路）が設置され、東員駅からの遠隔制御による営業が開始される。 これにより、北勢線全駅に自動改札機・券売機・精算機が設置完了した。
- 2008年（平成20年）12月1日：従来駅の約130 m阿下喜方（在良地区市民センター隣接地）に駅が移転する。駅舎・ホーム・駅前広場・無料駐輪場（44台分）・無料駐車場（31台分：うち舗装19台・未舗装12台）が新設され、供用開始される。自動改札機が1通路増設され合計2通路となる。
- 2009年（平成21年）7月1日：桑名市が運行するコミュニティバス（西部南ルート）が駅前広場への乗り入れを開始する。

## 駅構造

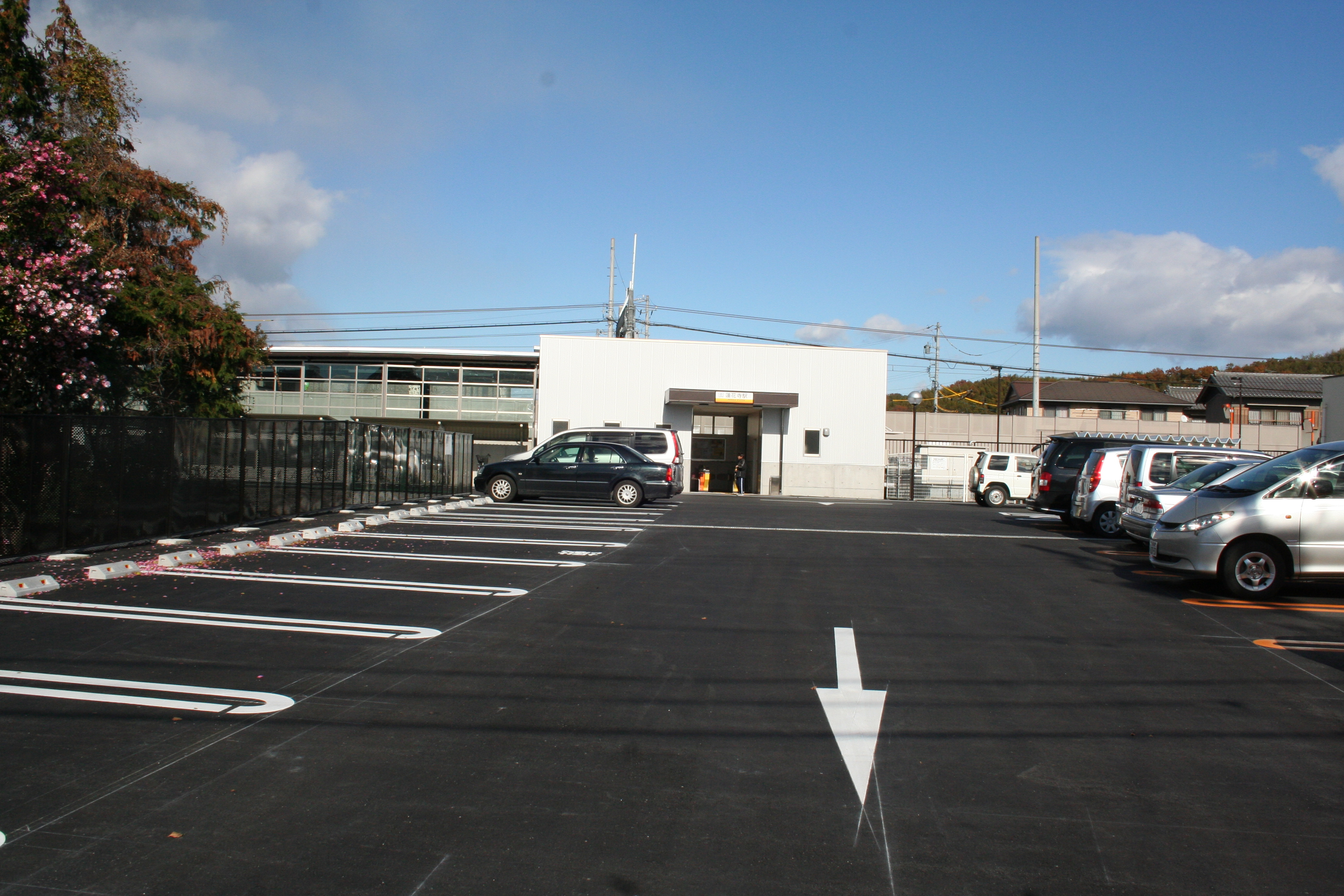
駅前広場（2008年12月）

単式ホーム1面1線を有する地上駅である。ホームは大型のU字ブロックとコンクリート板で組み合わされたもので、ホーム下部に待避可能である。北勢線で唯一、電車接近表示灯が設置されている。駅舎は平屋建てで線路の南側にある。駅舎西側部分の改札内にはトイレ（多目的トイレのある男女別の水洗式）が、ホームに面した駅舎東側に待合室がある。
駅舎には、自動券売機（1台）、自動改札機（2通路、うち1通路は車椅子対応のワイド型）、自動精算機（1台）が備えられており、普通券・回数券の購入が可能であるが、定期券の購入はできない。監視カメラが備えられ東員駅からの遠隔監視駅である。駅員は配置されていない。
駅前広場は従前からある在良地区市民センター駐車場を拡充する形で整備されたものである。駅前には車の停車スペースが備えられており、キスアンドライドが可能であるほか、駅前広場南東側および線路北側には31台分（うち駅前舗装部分19台、線路北側未舗装部分12台）の鉄道利用者用無料駐車場があり、パークアンドライドも可能となっている。このほかに、在良地区市民センター利用者専用駐車場が37台分設けられている。駅前広場にはロータリーは無いが、駐車場での車の転回は可能である。また、駅前広場北西側のホーム壁面に面して44台分の無料駐輪場がある。
駅前広場・駅舎・ホーム等の施設について バリアフリーに対応している。
現在の駅は2008年（平成20年）に移転・新設されたもので、それ以前は当駅から約130m桑名方に位置した。旧駅はホームと小規模な駅舎だけの簡素な設備を有していた。当駅建設に係わる用地取得、駅前広場整備は地元の桑名市が行った。

## 利用状況
「三重県統計書」によると、1日の平均乗車人員は以下の通りである。
| 年度   | 一日平均 乗車人員 |
| ------ | ----------------- |
| 1997年 | 368               |
| 1998年 | 356               |
| 1999年 | 325               |
| 2000年 | 324               |
| 2001年 | 315               |
| 2002年 | 301               |
| 2003年 | 333               |
| 2004年 | 294               |
| 2005年 | 284               |
| 2006年 | 252               |
| 2007年 | 262               |
| 2008年 | 327               |
| 2009年 | 337               |
| 2010年 | 352               |
| 2011年 | 336               |
| 2012年 | 355               |
| 2013年 | 370               |
| 2014年 | 359               |
| 2015年 | 374               |
| 2016年 | 384               |
| 2017年 | 394               |
| 2018年 | 399               |
| 2019年 | 405               |

## 駅周辺
- 桑名市在良地区市民センター
- 桑名市立在良小学校
- 三重北農業協同組合（JAみえきた）在良支店
- 国道421号

## 隣の駅
三岐鉄道
H 北勢線
西別所駅(H03) - 蓮花寺駅(H04) - 在良駅(H05)
- 1944年（昭和19年）7月1日まで、西別所駅との間に稗田前駅があった。